# Dieter Strauss
Dieter Strauss (* 1942) ist ein deutscher Germanist.
Strauss arbeitete 33 Jahre lang für das Goethe-Institut. Er war Leiter der Institute in Santiago de Chile und São Paulo (Brasilien).

## Schriften (Auswahl)
- Redegattungen und Redearten im „Rolandslied“ sowie in der „Chanson de Roland“ und in Strickers „Karl“. Göppingen: Kümmerle, 1972, ISBN 3874521303. Zugleich: Bochum, Univ., Abt. f. Philologie, Diss. 1971 unter dem Titel Studien zu der Arbeitsweise mittelalterlicher Dichter., OCLC 601975470
- Methodik der Lehrbuchentwicklung. München: Goethe-Institut, 1984, OCLC 220371096
- Didaktik und Methodik Deutsch als Fremdsprache. Berlin: Langenscheidt, 1977, ISBN 3468494327
- Training des Leseverstehens mit Hilfe von Sachtexten. München: Goethe-Institut, 1985, OCLC 242623406
- Diesseits von Goethe deutsche Kulturbotschafter im Aus- und Inland. Sankt Augustin: Adatia-Verlag, 2009, ISBN 3940461075
- Oh Mann, oh Manns. Exilerfahrungen einer berühmten deutschen Schriftstellerfamilie. Frankfurt a. M.: Lang, 2011, ISBN 978-3-631-60675-9
- Der grüne Baron. – Frankfurt a. M.: Lang, 2012, ISBN 978-3-653-01472-3
- Goethes Wanderjahre in Lateinamerika und der Südsee. Frankfurt a. M.: Lang-Ed., 2014, 2014 ISBN 978-3-653-04991-6